# 红嘴相思鸟

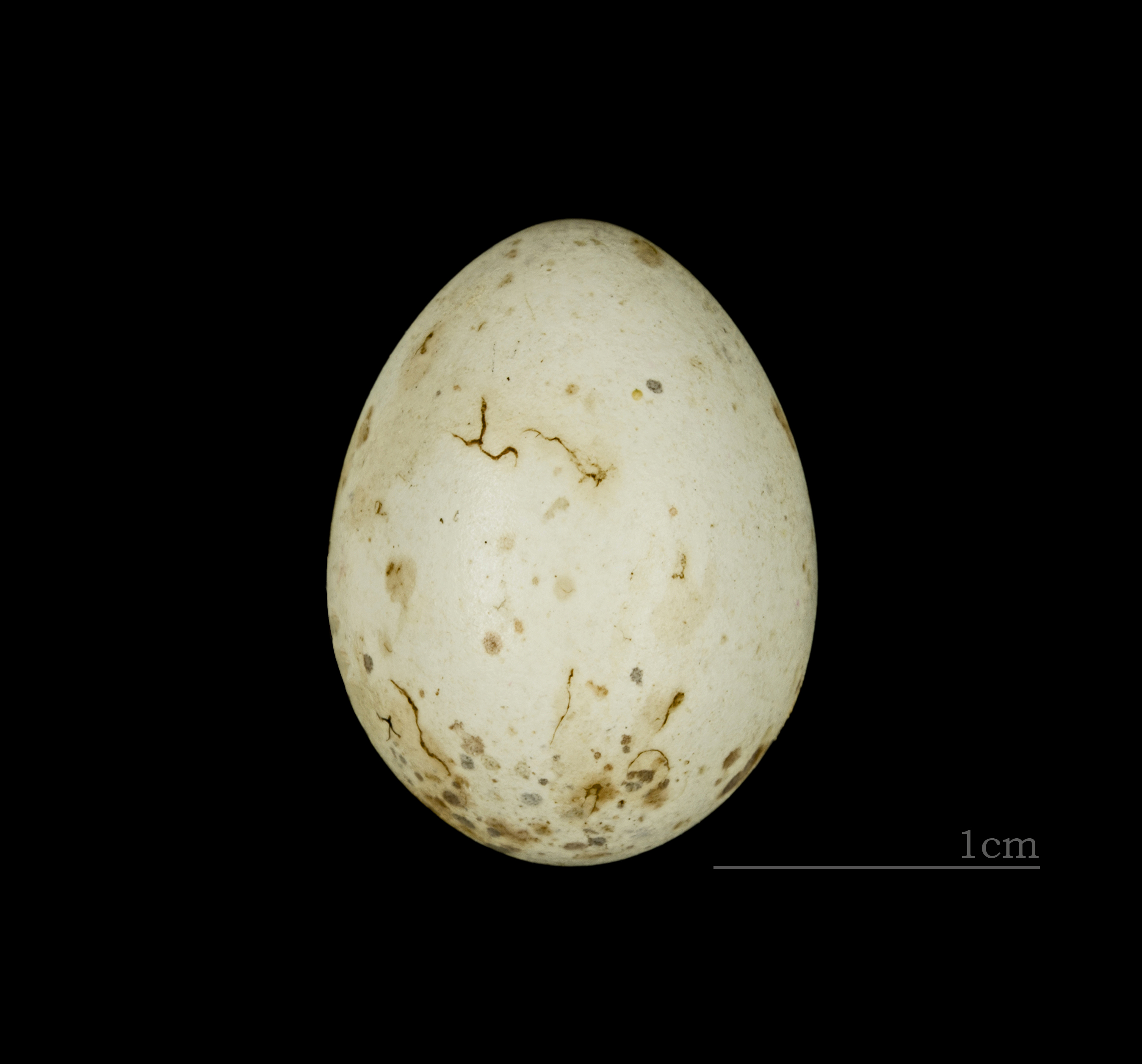
Leiothrix lutea calipyga

红嘴相思鸟（学名：Leiothrix lutea）又稱相思鳥、紅嘴玉、五彩相思鳥、紅嘴鳥等，噪鶥科相思鸟属两种鸟之一，是海拔迁徙的候鸟。原產於中國南部和喜馬拉雅山地區。成鳥擁有鮮紅的喙，眼睛周圍有一圈暗黃的環。牠們的背部為暗橄欖綠色，喉部呈亮黃色橙色，並帶有黃色的下巴；雌鳥顏色比雄鳥稍暗淡，幼鳥的喙為黑色。此鳥種也被引入世界各地，1980年代以來，在日本有少量由籠中逃出的個體繁衍。紅嘴相思鳥成為了常見的籠鳥，在鳥類愛好者之間有多種名稱，如北京鶯、北京夜鶯、日本夜鶯和日本山鶯，但後兩個名稱是誤用，因為它並非日本原生物種（儘管已被引入並自然化）。

## 分類
紅嘴相思鳥最早於1786年由奧地利自然學家喬瓦尼·安東尼奧·斯科波利以雙名法Sylvia lutea物種描述。 該物種目前與銀耳相思鳥一起被歸於相思鳥屬（Leiothrix），該屬於1832年由英國自然學家威廉·斯溫森創立。 屬名來自古希臘語的leios，意為「光滑」，以及thrix，意為「毛髮」。種小名lutea源自拉丁語luteus，意為「藏紅花黃」。 斯科波利最初將模式產地指定為中國，但後來被限縮為中國安徽省的山區。
目前公認有五個亞種：
- L. l. kumaiensis Whistler，1943年 – 喜馬拉雅山西北部
- L. l. calipyga（Hodgson，1837年）– 喜馬拉雅山中部至緬甸西北部
- L. l. yunnanensis Rothschild，1921年 – 緬甸東北部和中國南部
- L. l. kwangtungensis Stresemann，1923年 – 中國東南部及越南北部
- L. l. lutea（Scopoli，1786年）– 中南部及中國東部

## 描述
紅嘴相思鳥長約六英寸，平均体重约为21.4克。整體呈橄欖綠色，喉部為黃色，胸部帶有橙色漸變。牠的眼睛周圍有一圈暗黃色環，延伸至喙。 翅膀羽毛的邊緣顏色鮮豔，帶有黃色、橙色、紅色和黑色，分叉的尾巴為橄欖棕色，尾尖呈黑色。臉頰和脖子側面呈藍灰色。 雌鳥的顏色比雄鳥淡許多，且翅膀上沒有紅色斑點。 此鳥類不常飛行，除非在開闊的棲地。牠非常活躍且擅長鳴唱，但性格隱秘，不易被發現。

## 分布與棲地
紅嘴相思鳥通常分布於印度、不丹、尼泊爾、緬甸和部分西藏地區。 分布于美国（引进种）、日本（引进种）、香港、留尼汪（引进种）、巴基斯坦、缅甸、不丹、中国大陆（西自西藏昌都地区，东到东南沿海各地，北自甘肃、陕西等省的南部，南至云南、广西、广东各省）、意大利（引进种）、印度、越南、法国（引进种）和尼泊尔。
牠主要棲息在山地森林，各類叢林中都能找到，儘管牠偏好有灌木的松樹林。牠的分布海拔範圍從接近海平面到約7,500英尺（2,300）。 在日本，牠偏好有濃密竹林底層的Abies和鐵杉森林。
紅嘴相思鳥於1918年被引入夏威夷群島，並擴散到除拉奈島以外的所有森林島嶼。1960年代時，牠在瓦胡島的族群數量大幅下降，並在可愛島上消失，但如今在瓦胡島上再度常見且數量正在增加。 該物種也曾被引入西澳大利亞，但未能成功定居。此外，該物種也曾被引入英國，但永久性定居被認為未成功，然而2020年至2022年於英格蘭南部的一系列目擊事件表明可能有部分族群成功定居。 紅嘴相思鳥也被引入法國，並已在幾個地區定居；在西班牙，牠從w:Serra de Collserola科爾塞羅拉公園擴散，且數量正在增加；在葡萄牙也有定居記錄。 自1980年代以來，疑似本種指名亞種的個體在日本已被記錄，並在日本中部和西南部地區定居。牠也在留尼汪島定居。 該物種也被引入義大利，目前已確認有三個主要族群分布於托斯卡納和利古里亞、拉齊奧及尤加內丘陵，並有多個區域存在高入侵風險。

## 行為與生態
在這種鳥類的血液中發現了攜帶禽瘧寄生蟲的現象。

### 飲食
紅嘴相思鳥以動物性物質為食。牠食用各種水果，如草莓、成熟的木瓜、番石榴，也捕食多種雙翅目、軟體動物、鱗翅目和膜翅目的物種。牠通常從樹葉和枯木中覓食，並且多在較低層的植被中尋找食物。

### 繁殖
在非繁殖季節，紅嘴相思鳥通常以10到30隻左右的小群活動；然而，在繁殖季節，鳥群會分散成對，並變得具領域性。 牠們的鳥類鳴聲由短而有力的音符組成，這些音符會在一年中不斷重複，但在繁殖季節尤為頻繁。 繁殖期通常從4月初開始，持續到9月，牠們通常出現在水源充足的區域。 雄鳥會唱出長而複雜的歌聲，包含多樣的音節，以吸引雌鳥。
紅嘴相思鳥的巢屬於開放式杯狀巢。 牠們的鳥巢由乾燥的葉子、苔蘚和地衣構成；然而，巢通常不會很好地隱藏，因為隱蔽性並非選擇巢址的主要因素。 在4月至6月間，會發現多個巢，通常位於離地面約10英尺以內的地方。濃密的植被為這種灌木築巢的鳥類提供了抵禦掠食者的保護。
紅嘴相思鳥每次產下2到4顆蛋，平均為3顆。 蛋呈寬圓形，外殼帶有光澤，顏色為淡藍色，並在較大的蛋端有紅棕色斑點圍繞。新孵化的小鳥皮膚呈鮮紅色，嘴喙內側為濃橙紅色。

## 保育狀況
- 被列為《瀕危野生動植物種國際貿易公約》附錄二的物種，被限制出口及貿易。
- 中国国家二级保护动物。